# Frederic Andre Linde-Fleron
Frederic André Linde-Fleron, (født 2. august 2004) er en dansk skuespiller. Hans første rolle var i teatret Kosmos+, fremført af Hotel Pro Forma i 2014. Derefter lagde han stemmer til tegnefilm, og serier hos Camp David, som f.eks. Landet for længe siden og Kazoops. Han fik derefter rollen som Leif i Badehotellet, og Knud i Rita